# Little White River
Little White River är ett vattendrag i Kanada.   Det ligger i provinsen Ontario, i den sydöstra delen av landet, 600 km väster om huvudstaden Ottawa.
I omgivningarna runt Little White River växer i huvudsak blandskog. Trakten runt Little White River är nära nog obefolkad, med mindre än två invånare per kvadratkilometer.